# حسینیه قوام
حسینیه قوام مربوط به سدهٔ ۱۳ ه.ق است و در شیراز، خیابان لطفعلی خان زند واقع شده و این اثر در تاریخ ۱۳ تیر ۱۳۵۱ با شمارهٔ ثبت ۹۲۳ به‌عنوان یکی از آثار ملی ایران به ثبت رسیده است.